# フランク・ライト
フランク・ライト（Frank Wright、1935年7月9日 - 1990年5月17日）は、ミシシッピ州グレナダ、テネシー州メンフィス、オハイオ州クリーブランドから現れた、アメリカのフリー・ジャズ・ミュージシャンであり、テナー・サクソフォーンを必死に吹くスタイルで知られていた。

## 略歴
ライトはミシシッピ州グレナダで生まれ、テネシー州メンフィスで育った。10代後半になると、テナー・サックスを演奏し始めた。彼の家族は南部からの大移動の一部としてオハイオ州クリーブランドに移り住んだ。第二次世界大戦前に150万人以上の黒人アメリカ人が南部を去り、北および中西部の工業都市で仕事の機会を求めた。戦争中および戦後、1970年までにさらに550万人が残った。
クリーブランドで、ライトはボビー・フューとアルバート・アイラーと出会った。2人と友人になり、音楽の影響を受けた。もともとベース奏者だったライトは、サクソフォーンを始める前に、地元の多くのR&Bバンドで演奏していた。彼はまた、B.B.キングやボビー・"ブルー"・ブランドとツアーを行った。アイラーの音楽的影響によって、ライトはサックスに切り替えるよう説得された。彼のスタイルは、しばしばアイラーのスタイルに関連付けられている。テナー・サックスに加えて、彼はソプラノ・サックスとバスクラリネットも演奏した。実験音楽の先駆者であるライトは、フリー・ジャズのムーブメントに携わっている面々の中でも広く評価されているアーティストである。

## ディスコグラフィ

### リーダー・アルバム
- 『フランク・ライト・トリオ』 - Frank Wright Trio (1965年)
- 『ユア・プレイヤー』 - Your Prayer (1967年)
- 『ワン・フォー・ジョン』 - One For John (1969年)
- Uhuru na Umoja (1970年)
- 『チャーチ・ナンバー・ナイン』 - Church Number Nine (1972年)
- Center of the World (1972年)
- Last Polka in Nancy? (1973年)
- Unity (1974年)
- Solos & Duets (1975年) ※with アラン・シルヴァ & ボビー・フュー
- Shouting The Blues (1977年) ※with ジョルジュ・アルヴァニタス
- Kevin, My Dear Son (1978年)
- Stove Man, Love Is The Word' (1979年)
- Eddie's Back In Town (1982年)

### 参加アルバム
セシル・テイラー
- Winged Serpent (Sliding Quadrants) (1985年)
- 『オル・イワ』 - Olu Iwa (1987年)

アルバート・アイラー
- Holy Ghost: Rare & Unissued Recordings (1962–70) (2004年)

サニー・マレイ
- Spiritual Infinity ※未発表

ノア・ハワード
- 『スペース・ディメンション』 - Space Dimension (1970年)

ハンス・ダルファー
- El Saxofón (1971年)

ムハンマド・アリ
- Adieu Little Man (1974年)

ハンニバル・マーヴィン・ピーターソン
- 『ザ・ライト』 - The Light (1978年)

サヒブ・サービブ
- Aisha (1981年)

ペーター・ブロッツマン・グループ
- Alarm (1983年)

ラフィ・マリック・カルテット
- Last Set: Live at the 1369 Jazz Club (2004年)

A. R. Penck
- 3 + 2 = XXX (1984年) ※TTT featuring A.R. Penck名義
- Prayer for Ingo (1990年)
- Concert in Ulm!